# Дембяни (Піньчовський повіт)
Дембяни (пол. Dębiany) — село в Польщі, у гміні Дзялошиці Піньчовського повіту Свентокшиського воєводства.
Населення — 103 особи (2011).
У 1975-1998 роках село належало до Келецького воєводства.

## Демографія
Демографічна структура на день 31 березня 2011 року:
|          | Загалом | Допрацездатний вік | Працездатний вік | Постпрацездатний вік |
| -------- | ------- | ------------------ | ---------------- | -------------------- |
| Чоловіки | 50      | 4                  | 40               | 6                    |
| Жінки    | 53      | 10                 | 26               | 17                   |
| Разом    | 103     | 14                 | 66               | 23                   |